# Tỉnh ủy Kiên Giang
Tỉnh ủy Kiên Giang hay còn được gọi Ban chấp hành Đảng bộ tỉnh Kiên Giang. Là cơ quan lãnh đạo cao nhất của Đảng bộ tỉnh Kiên Giang giữa hai kỳ đại hội đại biểu Đảng bộ tỉnh, do Đại hội Đại biểu Đảng bộ tỉnh bầu.
Tỉnh ủy Kiên Giang có chức năng thi hành nghị quyết, quyết định của Đại hội Đảng bộ tỉnh Kiên Giang và Ban Chấp hành Trung ương Đảng. Đứng đầu Tỉnh ủy là Bí thư Tỉnh ủy và thường là Ủy viên Ban Chấp hành Trung ương Đảng.

## Lịch sử
Thời kỳ đầu, Bí thư Kỳ bộ Nam kỳ Hội Việt Nam Cách mạng Thanh niên Tôn Đức Thắng cử 2 cán bộ xuống tỉnh Rạch Giá xúc tiến thành lập cơ sở cách mạng tại địa phương. Đầu năm 1929, chi bộ Hội Việt Nam Cách mạng Thanh niên đầu tiên của tỉnh Rạch Giá được thành lập tại xã Mỹ Quới, quận Phước Long.
Sau khi Đảng Cộng sản Việt Nam ra đời, khoảng giữa năm 1930, chi bộ Việt Nam Cách mạng Thanh niên ở Mỹ Quới đã thống nhất tự giải tán và chuyển thành chi bộ Đảng Cộng sản.
Giai đoạn từ 1930-1932, thực dân Pháp đàn áp, khủng bố các phong trào cách mạng. Sau 1932, phong trào cách mạng được khôi phục lại, hàng loạt các chi bộ Đảng Cộng sản được thành lập tại địa phương.
Giữa năm 1936, Quận ủy Phước Long được thành lập, Trần Văn Bảy được cử làm Bí thư Quận ủy.
Đầu năm 1941, Bí thư Liên Tỉnh ủy Cần Thơ Phan Văn Bảy triệu tập hội nghị cán bộ các tỉnh trong liên tỉnh. Liên Tỉnh ủy đã quyết định thành lập Tỉnh ủy Lâm thời tỉnh Rạch Giá, do Lưu Nhơn Sâm làm Bí thư Tỉnh ủy. Tháng 5/1941, Tỉnh ủy lâm thời bị vỡ do Pháp lùng bắt.
Đầu tháng 6/1941, Ban khôi phục cơ sở Đảng và cơ sở quần chúng tỉnh Rạch Giá được thành lập do Huỳnh Hữu Phước làm Trưởng ban. Giữa tháng 7/1941, Tỉnh ủy Lâm thời tỉnh Rạch Giá được tái lập lại trực thuộc Liên tỉnh ủy Hậu Giang.
Ngày 27/8/1945, dưới sự chỉ đạo của Tỉnh ủy đã giành chính quyền thành công tại địa phương. Cuối tháng 9/1945, Pháp cùng Anh đưa quân tái chiếm Nam bộ.
Ngày 11/11/1945, Ban Chấp hành Trung ương Đảng Cộng sản Đông Dương ra nghị quyết giải tán Đảng. Tỉnh ủy 2 tỉnh Rạch Giá và Hà Tiên thực hiện nghị quyết giải tán tỉnh ủy, thực tế rút về hoạt động ngầm.
Tháng 8/1946, Hội nghị Đảng bộ Rạch Giá được nhóm họp. Hội nghị thành lập Ban Tỉnh ủy Lâm thời, do Nguyễn Xuân Hoàng làm Bí thư.
Giữa năm 1947, Ban Cán sự tỉnh Hà Tiên cũng được thành lập. Lê Phú Hữu làm Bí thư Ban Cán sự.
Cuối năm 1948, tại Rạch Giá tổ chức Hội nghị bầu tỉnh ủy Rạch Giá. Cuối tháng 6/1950, Đại hội Đảng bộ tỉnh Hà Tiên lần thứ nhất được tổ chức.
Cuối năm 1950, tỉnh ủy Hà Tiên với tỉnh ủy Long Châu Hậu, thành tỉnh ủy Long Châu Hà.
Tháng 3 năm 1951, Đại hội Đảng bộ tỉnh Rạch Giá lần thứ II đã được tiến hành.
Tháng 7 năm 1951, thực hiện việc sáp nhập 17 tỉnh, thành của Nam bộ thành 12 khu chiến trường, tỉnh Rạch Giá được chia tách sáp nhập vào các tỉnh xung quanh.
Cuối tháng 10/1954, thực hiện nghị quyết của Xứ ủy Nam bộ, 2 tỉnh Rạch Giá và Hà Tiên được tái lập. Tỉnh ủy 2 tỉnh cũng được chỉ định. Sau năm 1960, tỉnh ủy Hà Tiên sáp nhập vào tỉnh ủy Rạch Giá đổi thành Huyện ủy Hà Tiên.
Tháng 2 năm 1976, tỉnh Kiên Giang được thành lập trên cơ sở tỉnh Rạch Giá. Tỉnh ủy lâm thời Kiên Giang được thành lập.
Tháng 4/1977, Đại hội Đại biểu Đảng bộ Kiên Giang lần thứ nhất vòng 2 được tổ chức. Đại hội bầu Tỉnh ủy Kiên Giang, Trần Văn Long được bầu làm Bí thư Tỉnh ủy.

## Đại hội Đại biểu Đảng bộ tỉnh
| Đại hội Đại biểu Đảng bộ tỉnh | Lần thứ | Thời gian     | Thời gian      | Địa điểm     | Bí thư                                      | Ủy viên cấp ủy                              | Ghi chú |
| ----------------------------- | ------- | ------------- | -------------- | ------------ | ------------------------------------------- | ------------------------------------------- | ------- |
| Rạch Giá                      | I       | 16-21/9/1948  | 16-21/9/1948   | Q. Hồng Dân  | Nguyễn Thành Nhơn                           | 11 2 dự khuyết                              |         |
| Rạch Giá                      | II      | 3/1951        | 3/1951         | H. Long Mỹ   | Ngô Trí Huệ                                 | 17                                          |         |
| Kiên Giang                    | I       | vòng 1        | 12-21/11/1976  | TX. Rạch Giá | Bầu đại biểu tham dự Đại hội Đảng toàn quốc | Bầu đại biểu tham dự Đại hội Đảng toàn quốc |         |
| Kiên Giang                    | I       | vòng 2        | 31/3-14/4/1977 | TX. Rạch Giá | Trần Văn Long                               | 32 5 dự khuyết                              |         |
| Kiên Giang                    | II      | 3-10/8/1981   | 3-10/8/1981    | TX. Rạch Giá | Trần Quang Quít                             | 47 4 dự khuyết                              |         |
| Kiên Giang                    | III     | 14-16/1/1983  | 14-16/1/1983   | TX. Rạch Giá | Lâm Văn Thê                                 | 43 2 dự khuyết                              |         |
| Kiên Giang                    | IV      | 14-17/10/1986 | 14-17/10/1986  | TX. Rạch Giá | Lâm Văn Thê                                 | 45 15 dự khuyết                             |         |
| Kiên Giang                    | V       | vòng 1        | 4/1991         | TX. Rạch Giá | Bầu đại biểu tham dự Đại hội Đảng toàn quốc | Bầu đại biểu tham dự Đại hội Đảng toàn quốc |         |
| Kiên Giang                    | V       | vòng 2        | 24-26/9/1991   | TX. Rạch Giá | Nguyễn Tấn Dũng                             | 47                                          |         |
| Kiên Giang                    | VI      | 25-27/4/1996  | 25-27/4/1996   | TX. Rạch Giá | Lê Hồng Anh                                 | 47                                          |         |
| Kiên Giang                    | VII     | 26-28/12/2000 | 26-28/12/2000  | TX. Rạch Giá | Lâm Chí Việt                                | 47                                          |         |
| Kiên Giang                    | VIII    | 7-9/12/2005   | 7-9/12/2005    | TP. Rạch Giá | Trương Quốc Tuấn                            | 49                                          |         |
| Kiên Giang                    | IX      | 22-24/9/2010  | 22-24/9/2010   | TP. Rạch Giá | Bùi Quang Bền                               | 55                                          |         |
| Kiên Giang                    | X       | 15-17/10/2015 | 15-17/10/2015  | TP. Rạch Giá | Nguyễn Thanh Nghị                           | 56                                          |         |
| Kiên Giang                    | XI      | 15-17/10/2020 | 15-17/10/2020  | TP. Rạch Giá | Đỗ Thanh Bình                               | 51                                          |         |

## Bí thư Tỉnh ủy

### 1941-1951
| STT | Tên               | Nhiệm kỳ        | Chức vụ                          | Ghi chú |
| --- | ----------------- | --------------- | -------------------------------- | ------- |
| 1   | Lưu Nhơn Sâm      | 1/1941-5/1941   | Bí thư Tỉnh ủy lâm thời Rạch Giá |         |
| 2   | Huỳnh Hữu Phước   | 7/1941-5/1945   | Bí thư Tỉnh ủy lâm thời Rạch Giá |         |
| 3   | Nguyễn Văn Tiễn   | 5/1945-10/1945  | Bí thư Tỉnh ủy Rạch Giá          |         |
| 4   | Nguyễn Phùng Tiến | 10/1945-1/1946  | Bí thư Tỉnh ủy Rạch Giá          |         |
| 5   | Ngô Tám           | 1/1946-8/1946   | Bí thư Tỉnh ủy Rạch Giá          |         |
| 6   | Nguyễn Xuân Hoàng | 8/1946-10/1946  | Bí thư Ban Tỉnh ủy Rạch Giá      |         |
| 7   | Phan Công Cương   | 10/1946-11/1946 | Bí thư Ban Tỉnh ủy Rạch Giá      |         |
| 5   | Ngô Tám           | 11/1946-4/1947  | Bí thư Tỉnh ủy Rạch Giá          |         |
| 8   | Nguyễn Hùng Sơn   | 4/1947-9/1948   | Bí thư Tỉnh ủy Rạch Giá          |         |
| 9   | Nguyễn Thành Nhơn | 9/1948-3/1950   | Bí thư Tỉnh ủy Rạch Giá          |         |
| 10  | Ngô Trí Huệ       | 3/1950-7/1951   | Bí thư Tỉnh ủy Rạch Giá          |         |

### 1954-1975
| STT | Tên              | Nhiệm kỳ        | Chức vụ                 | Ghi chú |
| --- | ---------------- | --------------- | ----------------------- | ------- |
| 1   | Lâm Văn Thê      | 10/1954-10/1960 | Bí thư Tỉnh ủy Rạch Giá |         |
| 2   | Nguyễn Tấn Thanh | 10/1960-10/1965 | Bí thư Tỉnh ủy Rạch Giá |         |
| 3   | Trần Quang Quít  | 10/1965-2/1972  | Bí thư Tỉnh ủy Rạch Giá |         |
| 4   | Lâm Kiên Trì     | 2/1972-9/1972   | Bí thư Tỉnh ủy Rạch Giá |         |
| 5   | La Lâm Gia       | 9/1972-5/1973   | Bí thư Tỉnh ủy Rạch Giá |         |
| 4   | Lâm Kiên Trì     | 5/1973-10/1974  | Bí thư Tỉnh ủy Rạch Giá |         |
| 6   | Nguyễn Văn Tân   | 10/1974-12/1975 | Bí thư Tỉnh ủy Rạch Giá |         |

### 1976-2025
| STT | Tên               | Nhiệm kỳ        | Chức vụ                            | Ghi chú |
| --- | ----------------- | --------------- | ---------------------------------- | ------- |
| 1   | Trần Văn Long     | 1/1976-3/1977   | Bí thư Tỉnh ủy lâm thời Kiên Giang |         |
| 1   | Trần Văn Long     | 3/1977-1979     | Bí thư Tỉnh ủy Kiên Giang          |         |
| 2   | Phạm Văn Kiết     | 1979-8/1981     | Bí thư Tỉnh ủy Kiên Giang          |         |
| 3   | Trần Quang Quít   | 8/1981-1982     | Bí thư Tỉnh ủy Kiên Giang          |         |
| 4   | Lâm Văn Thê       | 1982-1987       | Bí thư Tỉnh ủy Kiên Giang          |         |
| 5   | Lâm Kiên Trì      | 1987-1991       | Bí thư Tỉnh ủy Kiên Giang          |         |
| 6   | Nguyễn Tấn Dũng   | 1991-12/1994    | Bí thư Tỉnh ủy Kiên Giang          |         |
| 7   | Lê Hồng Anh       | 12/1994-6/1997  | Bí thư Tỉnh ủy Kiên Giang          |         |
| 8   | Lâm Chí Việt      | 6/1997-3/2003   | Bí thư Tỉnh ủy Kiên Giang          |         |
| 9   | Trương Quốc Tuấn  | 3/2003-6/2010   | Bí thư Tỉnh ủy Kiên Giang          |         |
| 10  | Bùi Quang Bền     | 6/2010-7/2011   | Bí thư Tỉnh ủy Kiên Giang          |         |
| 11  | Nguyễn Thanh Sơn  | 7/2011-3/2015   | Bí thư Tỉnh ủy Kiên Giang          |         |
| 12  | Trần Minh Thống   | 3/2015-10/2015  | Bí thư Tỉnh ủy Kiên Giang          |         |
| 13  | Nguyễn Thanh Nghị | 10/2015-10/2020 | Bí thư Tỉnh ủy Kiên Giang          |         |
| 14  | Đỗ Thanh Bình     | 10/2020-1/2025  | Bí thư Tỉnh ủy Kiên Giang          |         |
| 15  | Nguyễn Tiến Hải   | 1/2025-6/2025   | Bí thư Tỉnh ủy Kiên Giang          |         |